# Polizeipräsidium Oberpfalz
Das Polizeipräsidium Oberpfalz ist einer von zehn regionalen Verbänden der Bayerischen Polizei und als solcher eine Landesmittelbehörde des Freistaates Bayern. Es ist direkt dem Bayerischen Staatsministerium des Innern, für Sport und Integration unterstellt und hat seinen Dienstsitz in Regensburg. Der Zuständigkeitsbereich des Polizeipräsidiums ist deckungsgleich mit dem Regierungsbezirk Oberpfalz und umfasst eine Fläche von 9690 Quadratkilometern mit 1,13 Millionen Einwohnern.
Der Verband ist am 1. Juni 2009 aus dem Polizeipräsidium Niederbayern/Oberpfalz hervorgegangen, das im Zuge der Polizeireform Bayern 2009 aufgelöst wurde.

## Organisation

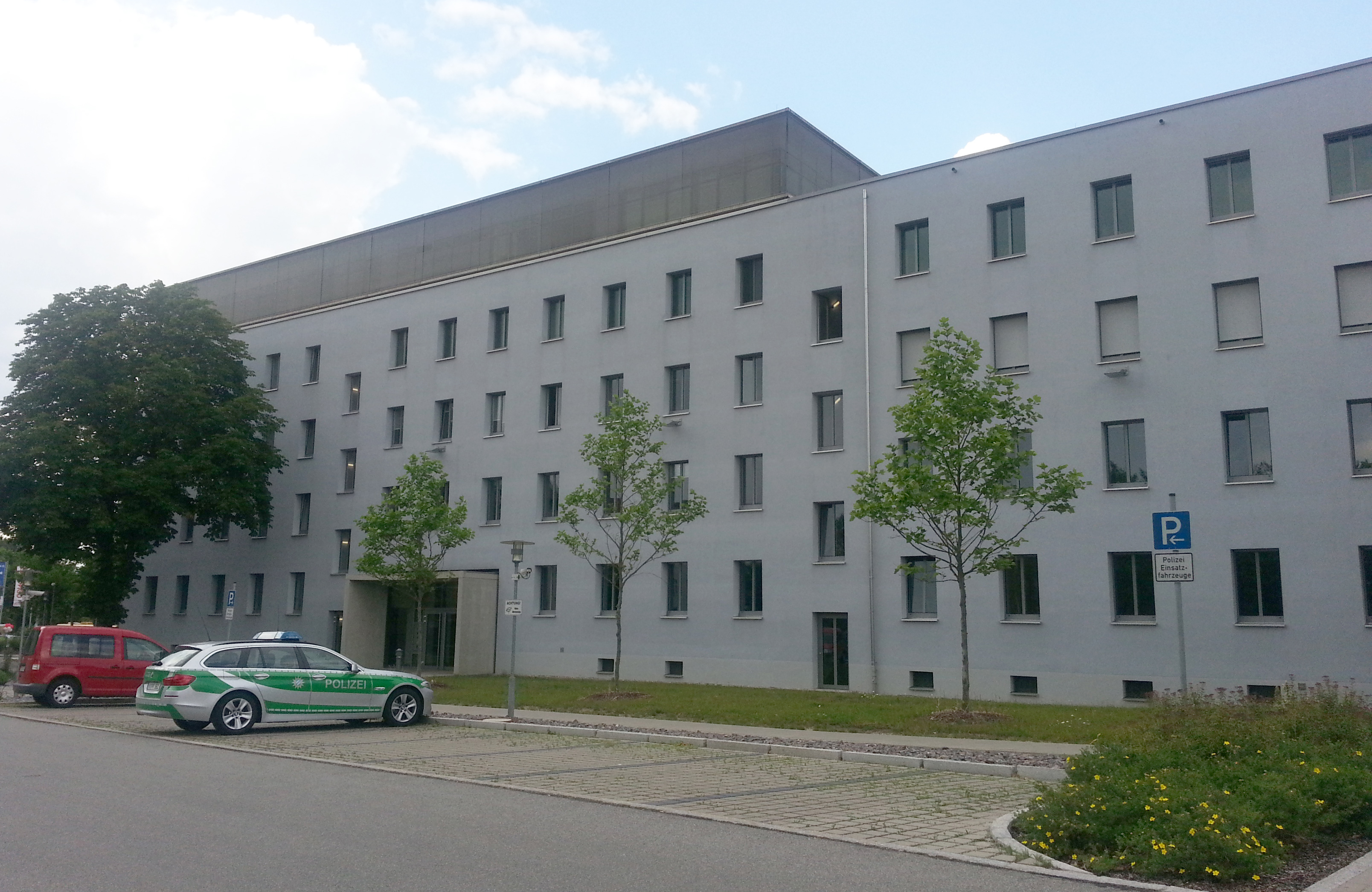
Dienstsitz in Regensburg, Bajuwarenstraße 2c

Mit Stand vom 31. Dezember 2023 gab es beim Polizeipräsidium Oberpfalz insgesamt 2798 Bedienstete, davon 2261 Polizeivollzugsbeamte. Leiter des Präsidiums ist Polizeipräsident Thomas Schöniger, sein Stellvertreter ist Polizeivizepräsident Robert Fuchs.
Dem Polizeipräsidium unmittelbar nachgeordnet sind 28 Polizeiinspektionen (PI) mit drei nachgeordneten Polizeistationen (PSt), drei Verkehrspolizeiinspektionen (VPI) mit zwei nachgeordneten Autobahnpolizeistationen (APS), drei Kriminalpolizeiinspektionen (KPI) und eine Kriminalpolizeiinspektion mit Zentralaufgaben (KPI/Z). Ferner sind dem PP Oberpfalz eine Grenzpolizeiinspektion, drei Zentrale Einsatzdienste (ZED) und drei Technische Einsatzdienste (TED) nachgeordnet.

## Dienststellen
Dem Polizeipräsidium Oberpfalz sind folgende Dienststellen unterstellt:
- Kriminalpolizeiinspektion Amberg
- Kriminalpolizeiinspektion Regensburg
- Kriminalpolizeiinspektion Weiden i.d.OPf.
- Kriminalpolizeiinspektion mit Zentralaufgaben
- Polizeiinspektion Amberg
- Verkehrspolizeiinspektion Amberg
- Polizeiinspektion Auerbach i.d.OPf.
- Polizeiinspektion Burglengenfeld
- Polizeiinspektion Cham
- Polizeiinspektion Eschenbach i.d.OPf.
- Polizeiinspektion Furth i.Wald
- Polizeiinspektion Kemnath
- Polizeiinspektion Bad Kötzting
- Polizeiinspektion Nabburg
- Polizeiinspektion Neumarkt i.d.OPf.
- Polizeiinspektion Neunburg vorm Wald
- Polizeiinspektion Neustadt a.d.Waldnaab
- Polizeiinspektion Neutraubling
- Polizeistation Nittenau
- Polizeiinspektion Nittendorf
- Polizeiinspektion Oberviechtach
- Autobahnpolizeistation Parsberg
- Polizeiinspektion Parsberg
- Polizeiinspektion Regensburg Süd
- Polizeiinspektion Regensburg Nord
- Verkehrspolizeiinspektion Regensburg
- Wasserschutzpolizeigruppe der Verkehrspolizeiinspektion Regensburg
- Polizeiinspektion Regenstauf
- Polizeiinspektion Roding
- Autobahnpolizeistation Schwandorf
- Polizeiinspektion Schwandorf
- Polizeiinspektion Sulzbach-Rosenberg
- Polizeiinspektion Tirschenreuth
- Polizeistation Vilseck
- Polizeiinspektion Vohenstrauß
- Grenzpolizeiinspektion Waidhaus
- Polizeiinspektion Waldsassen
- Polizeistation Waldmünchen
- Polizeiinspektion Weiden i.d.OPf.
- Verkehrspolizeiinspektion Weiden i.d.OPf.
- Polizeiinspektion Wörth a.d.Donau

## Sonstiges
Seit November 2016 nutzt das Polizeipräsidium Oberpfalz zur Öffentlichkeitsarbeit Facebook und Twitter. Seit Oktober 2018 wird bei der Polizeiinspektion Süd in Regensburg in einem einjährigen Pilotprojekt der Einsatz von Segways getestet. Es handelt sich dabei um zwei Fahrzeuge der Marke Segway, Modell PTi2SE mit einer Maximalgeschwindigkeit von 20 km/h und einer Reichweite von bis zu 38 Kilometern. Die im Design der Bayerischen Polizei ausgestalteten Geräte verfügen nicht über Blaulicht und Martinshorn.